# Gozan (Japan)

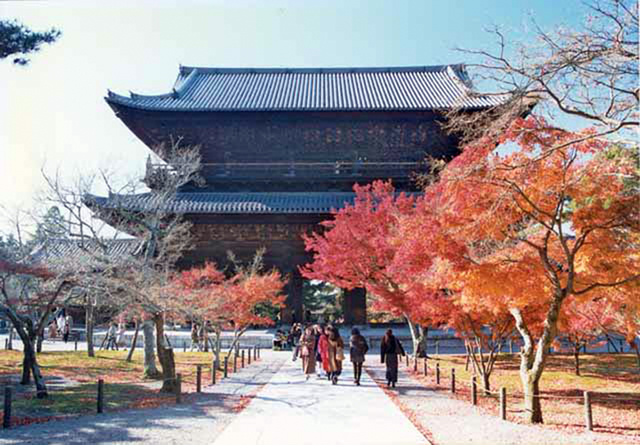
Kyōtos Nanzen-ji war der Aufseher der Gozan in Japan

Gozan oder Gosan (jap. 五山, dt. „Fünf Berge“) war ein in der späten Kamakura-Zeit entstandenes und in der Muromachi-Zeit unter der Schirmherrschaft der Ashikaga geprägtes Tempelrangfolgensystem im japanischen Zen-Buddhismus. Es vereinte die großen Tempel der damals dominanten Zen-Schulen in Kamakura und Kyōto und brachte ihnen damit eine erstmalige umfassende Anerkennung seitens der weltlichen Autoritäten ein.
Die Gozan wurden hauptsächlich von den Rinzai-Schulen dominiert. Als einzige Schule des Sōtō-Zen war die Kōchi-ha (宏智派) bzw. Wanshi-ha an den Gozan beteiligt.
An den Gozan wurde besonderer Wert auf eine strenge Orientierung am chinesischen Zen (Chan) sowie auf chinesische Philosophie und Literatur gelegt. Auch unterhielten die Gelehrten an den Gozan enge Beziehungen zum Kaiserreich China der Ming-Dynastie. Sie übten in Japan starken und kulturellen Einfluss in den vielfältigsten Gebieten aus und spielten eine wichtige Rolle bei der Einführung des Neokonfuzianismus (insbesondere für die shushigaku (朱子学)) von China nach Japan.

## Entwicklung
Früheste historische Quellen sprechen bereits implizit von verschiedenen Tempeln als Gozan jissetsu („Fünf Berge und zehn besondere Tempel“), die um 1299 existiert haben sollen (darunter Jōchi-ji, Kenchō-ji, Engaku-ji und Jufuku-ji). Eine erste offizielle Anerkennung erfolgte im Jahr 1333 durch den Go-Daigo-tennō während seiner kurzen Phase der Restauration, indem er den Daitoku-ji in diesen Rang erhob. Im folgenden Jahr umfasste die Klassifizierung dann noch zusätzlich den Nanzen-ji, schließlich wurden auch der Kennin-ji und der Tōfuku-ji aufgenommen.
Die erste Aufstellung der Gozan, die explizit ein klares Rangsystem formulierte stammt aus dem Jahr 1341:
| Erster Rang             | Kenchō-ji, Kamakura |
| Erster Rang             | Nanzen-ji, Kyōto    |
| Zweiter Rang            | Engaku-ji, Kamakura |
| Zweiter Rang            | Tenryū-ji, Kyōto    |
| Dritter Rang            | Jufuku-ji, Kamakura |
| Vierter Rang            | Kennin-ji, Kyōto    |
| Fünfter Rang            | Tōfuku-ji, Kyōto    |
| Nebentempel (jun-gozan) | Jōchi-ji, Kamakura  |

1358 wurde eine neue Aufstellung offiziell, die auch einige der nur vage definierten "zehn besonderen Tempel" berücksichtigte. Sie war mit der Aufstellung von 1341 bis auf den fünften Rang und der Auslassung des jun-gozan identisch:
| Fünfter Rang | Tōfuku-ji, Kyōto   |
| Fünfter Rang | Jōchi-ji, Kamakura |
| Fünfter Rang | Jōmyō-ji, Kamakura |
| Fünfter Rang | Manju-ji, Kyōto    |

Das System wurde noch mehrfach entsprechend den jeweiligen Vorlieben der Regierung und des Kaiserhofes modifiziert, bis es schließlich mit der Aufstellung der ankokuji landesweite Anwendung fand.

### Ankokuji und Gozan

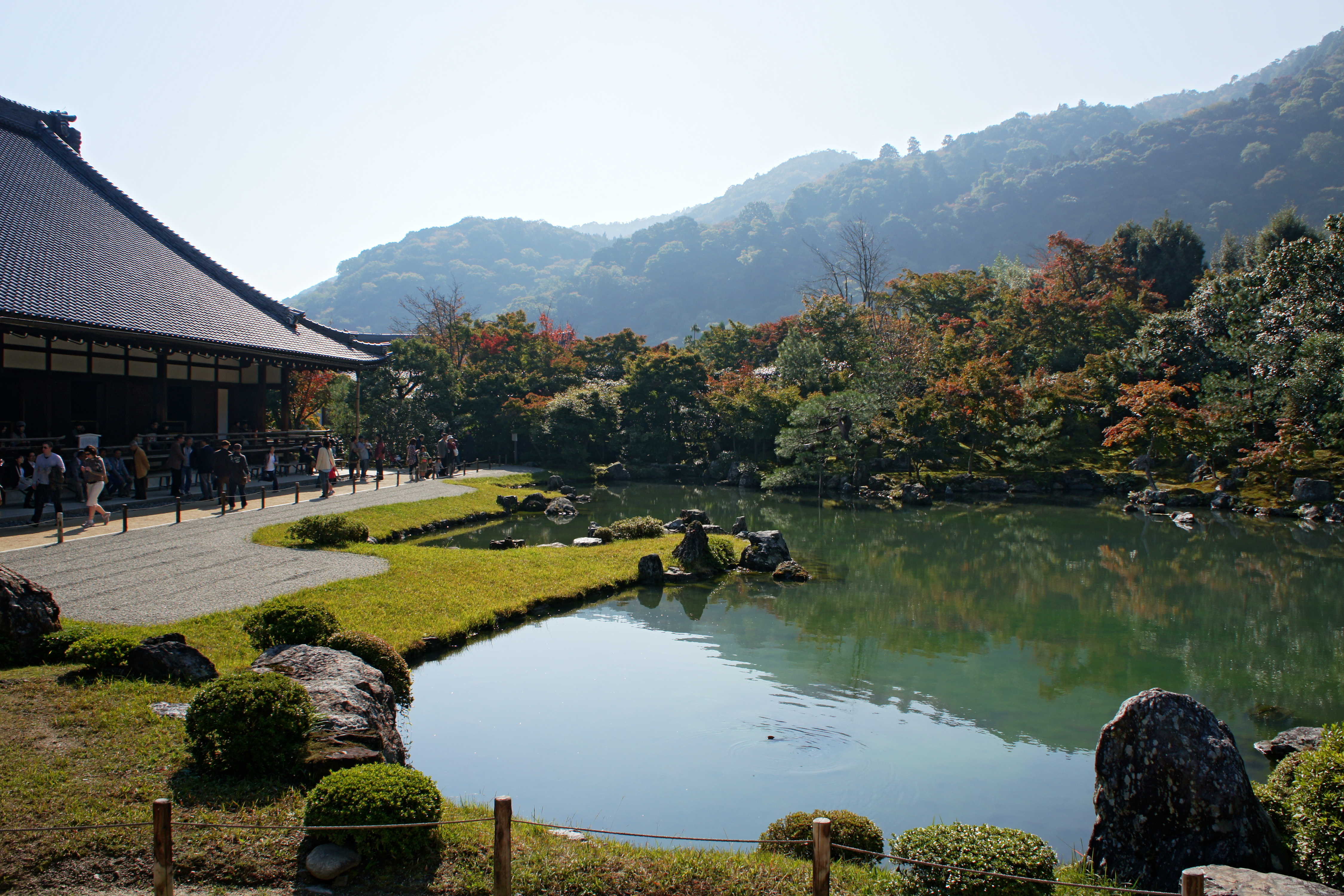
Tenryū-ji als Haupttempel der Kyōto Gozan

Auf Anraten von Musō Soseki entschlossen sich Ashikaga Takauji und sein Bruder Tadayoshi, in jeder Provinz des Landes je einen Ankokuji (安国寺, „Tempel für den Frieden des Landes“) und eine Rishōtō (利生塔, „Stupa zum Wohl aller Lebewesen“) zu bauen.
Diese sollten dem Andenken aller Verstorbenen gewidmet sein, die im Genkō-Krieg von 1331 bis 1333 gestorben waren, in dem der Go-Daigo-tennō die Macht der Hōjō-Regenten gebrochen hatte. Der Kōgon-tennō gab 1345 ein entsprechendes Edikt zur Aufstellung dieses neuen Systems heraus und von 1362 bis 1368 wurden entsprechende Tempel und Stupas in insgesamt 66 Provinzen errichtet. Die Ankokuji waren dabei streng reglementiert, da sie unter die Aufsicht von Ashikaga-shugo gestellt wurden und zu ihnen nur mächtige Zen-Tempel gehören durften, die als Zweigtempel der Gozan galten. Die Rishōtō wurden hingegen bei mächtigen Tempeln anderer Schulen errichtet, hauptsächlich der Shingon-shū, Tendai-shū und Risshū.
Wegen der inneren Unruhen in der Ashikaga-Familie, die schließlich den Tod Tadayoshis im Jahr 1352 durch Vergiftung bedeuteten, sowie wegen des Todes von Takauji im Jahr 1358 konnten seine Erfinder die Umsetzung ihres Systems nicht mehr miterleben. Als das System unter Ashikaga Yoshimitsu vollendet wurde, war dieser erst 10 Jahre alt. Während der Herrschaft seines Vaters Ashikaga Yoshiakira, der bis zu seinem Tod mit der Befriedung des Südhofes beschäftigt war (vgl. Nanboku-chō), waren die Ashikaga-shugo jedoch zu weitgehend unabhängigen Kriegsherren (Sengoku-Daimyō) geworden. Zwar ließen sich somit die Provinzen nicht mehr über die Gozan und Ankokuji von der Zentralregierung des Shōgunats steuern, doch blieb es weiterhin ein wichtiges Mittel zur Regulierung der verschiedenen Zen-Sekten.
Erst mit dem Bau des Shōkoku-ji durch Yoshimitsu wurde 1386 ein neues Rangsystem mit dem Nanzen-ji als Tempel der Sonderklasse an der Spitze aufgestellt:

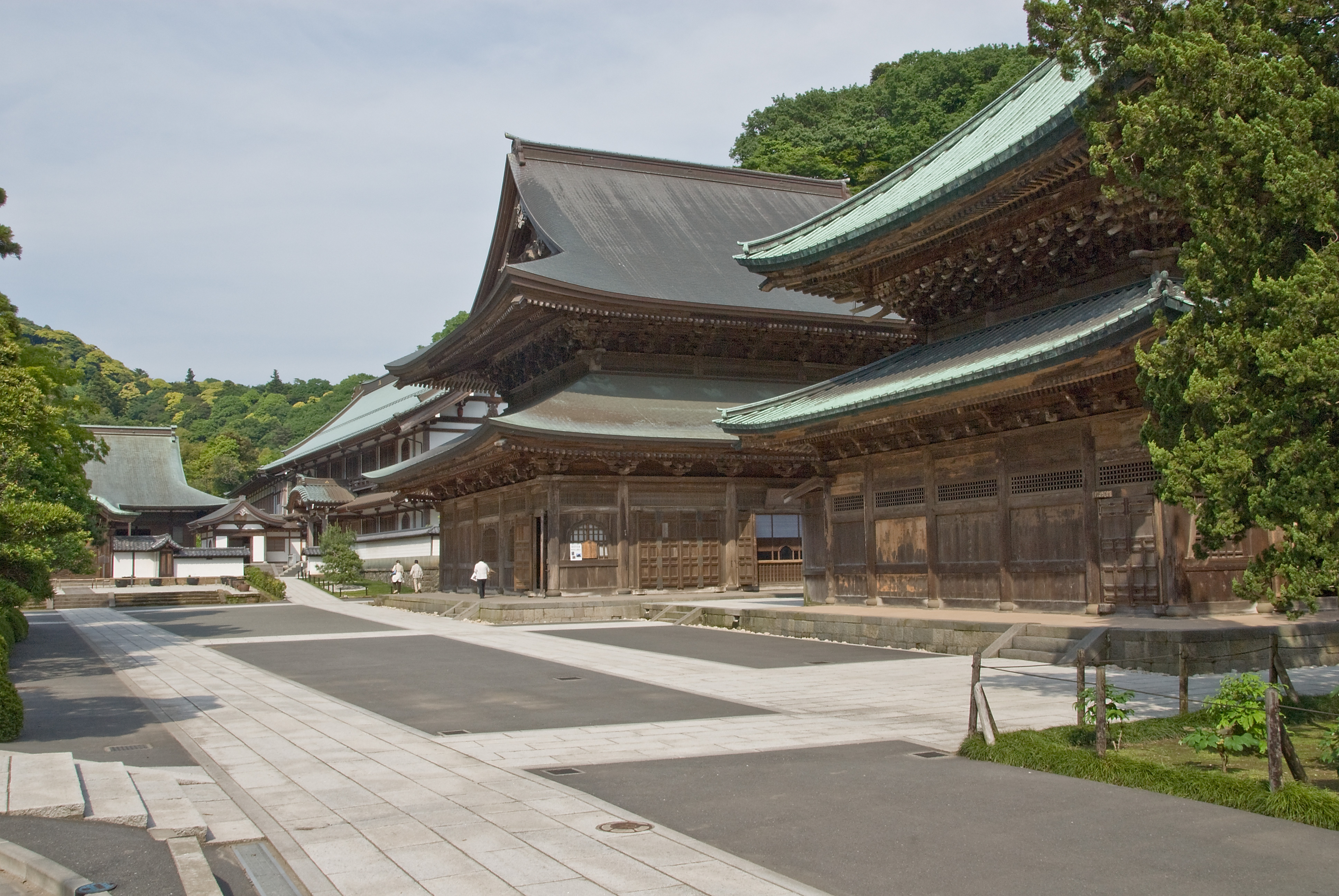
Kenchō-ji als Haupttempel der Kamakura Gozan

| Nanzen-ji    |            |           |
|              | Kyōto      | Kamakura  |
| Erster Rang  | Tenryū-ji  | Kenchō-ji |
| Zweiter Rang | Shōkoku-ji | Engaku-ji |
| Dritter Rang | Kennin-ji  | Jufuku-ji |
| Vierter Rang | Tōfuku-ji  | Jōchi-ji  |
| Fünfter Rang | Manju-ji   | Jōmyō-ji  |

## Andere Rangsysteme
Unabhängig von den Gozan erwuchs aus dem ehemals abhängigen System der jissetsu in den folgenden Jahren eine eigenständige Rangsystematik. In den Jahren 1480 bis 1486 gehörten bereits 46 Tempel dazu und schließlich wuchs die Anzahl auf über 60 an. Später trat ein drittes Rangsystem hinzu: das der shozan („Verschiedene Tempel“), das schließlich weitere 230 Tempel in den Rang offizieller Zen-Tempel erhob.
In Abgrenzung zu den Gozan existierten auch Zen-Tempel in den verschiedenen Provinzen, die als Rinka bekannt wurden. Zu diesen gehörten u. a. der von Dōgen gegründete Sōtō Eihei-ji und die Rinzai Daitoku-ji, Myōshin-ji und Kōgen-ji.
Im Zuge des Niedergangs der zentralen Ashikaga-Regierung in der späten Muromachi-Zeit wurden die Rinka, die in enger Verbindung mit den lokalen Kriegsherren standen, schließlich wichtiger und einflussreicher als die Gozan.
Später kopierte der Rinzai-Buddhismus praktizierende Sengoku-Daimyō Takeda Shingen das System der Gozan mit den Kōfu Gozan, um seinen Verwaltungssitz in der Provinz Kai, Kōfu, zu stärken. Andere Feudalherren taten dasselbe, weshalb seit der ausgehenden Sengoku-Zeit schließlich viele kleinere lokale Tempelanlagen eine "Gozan"-Hierarchie aufweisen.